# Fred T. Hunt Memorial Award
Fred T. Hunt Memorial Award je každoročně udělovaná trofej v American Hockey League|| ve které se oceňuje exemplární sportovní chování, výdrž a oddanost hokeji. Vítěz je volen hráči a novináři.
Fred T. Hunt|| podle kterého je ocenění pojmenováno|| působil v AHL jako hráč|| generální manažer a funkcionář|| na těchto postech slavil celkem šestkrát zisk Calder Cupu. Originální trofej soutěži věnoval klub NHL Buffalo Sabres. 

## Držitelé
| Fred T. Hunt Memorial Award - (výdrž a oddanost hokeji v AHL) |                           |                                      |
| Sezóna                                                        | Hráč                      | Tým                                  |
| 2021/22                                                       | Sam Anas                  | Springfield Thunderbirds             |
| 2020/21                                                       | Cal O’Reilly              | Lehigh Valley Phantoms               |
| 2019/20                                                       | John McCarthy             | San Jose Barracuda                   |
| 2018/19                                                       | Brett Sutter              | Ontario Reign                        |
| 2017/18                                                       | Bracken Kearns            | Binghamton Devils                    |
| 2016/17                                                       | Craig Cunningham          | Tucson Roadrunners                   |
| 2015/16                                                       | Tom Kostopoulos           | Wilkes-Barre/Scranton Penguins       |
| 2014/15                                                       | Jeff Hoggan               | Grand Rapids Griffins                |
| 2013/14                                                       | Jake Dowell               | Iowa Wild                            |
| 2012/13                                                       | Brandon Davidson          | Oklahoma City Barons                 |
| 2011/12                                                       | Chris Minard              | Grand Rapids Griffins                |
| 2010/11                                                       | Bryan Helmer              | Oklahoma City Barons                 |
| 2009/10                                                       | Casey Borer               | Albany River Rats                    |
| 2008/09                                                       | Ajay Baines               | Iowa Chops                           |
| 2007/08                                                       | Jordan Sigalet            | Providence Bruins                    |
| 2006/07                                                       | Mike Keane                | Manitoba Moose                       |
| 2005/06                                                       | Mark Cullen               | Norfolk Admirals                     |
| 2004/05                                                       | Chris Taylor              | Rochester Americans                  |
| 2003/04                                                       | Ken Gernander             | Hartford Wolf Pack                   |
| 2002/03                                                       | Chris Ferraro Eric Healey | Portland Pirates Manchester Monarchs |
| 2001/02                                                       | Nathan Dempsey            | St. John's Maple Leafs               |
| 2000/01                                                       | Kent Hulst                | Portland Pirates/Providence Bruins   |
| 1999/00                                                       | Randy Cunneyworth         | Rochester Americans                  |
| 1998/99                                                       | Mitch Lamoureux           | Hershey Bears                        |
| 1997/98                                                       | Craig Charron             | Rochester Americans                  |
| 1996/97                                                       | Steve Passmore            | Hamilton Bulldogs                    |
| 1995/96                                                       | Ken Gernander             | Binghamton Rangers                   |
| 1994/95                                                       | Steve Larouche            | Prince Edward Island Senators        |
| 1993/94                                                       | Jim Nesich                | Cape Breton Oilers                   |
| 1992/93                                                       | Tim Tookey                | Hershey Bears                        |
| 1991/92                                                       | John Anderson             | New Haven Nighthawks                 |
| 1990/91                                                       | Glenn Merkosky            | Adirondack Red Wings                 |
| 1989/90                                                       | Murray Eaves              | Adirondack Red Wings                 |
| 1988/89                                                       | Murray Eaves              | Adirondack Red Wings                 |
| 1987/88                                                       | Bruce Boudreau            | Springfield Indians                  |
| 1986/87                                                       | Glenn Merkosky            | Adirondack Red Wings                 |
| 1985/86                                                       | Steve Tsujiura            | Maine Mariners                       |
| 1984/85                                                       | Paul Gardner              | Binghamton Whalers                   |
| 1983/84                                                       | Claude Larose             | Sherbrooke Jets                      |
| 1982/83                                                       | Ross Yates                | Binghamton Whalers                   |
| 1981/82                                                       | Mike Kaszycki             | New Brunswick Hawks                  |
| 1980/81                                                       | Tony Cassolato            | Hershey Bears                        |
| 1979/80                                                       | Norm Dube                 | Nova Scotia Voyageurs                |
| 1978/79                                                       | Bernie Johnston           | Maine Mariners                       |
| 1977/78                                                       | Blake Dunlop              |                                      |